# Marek Stachowski
Pour les articles homonymes, voir Stachowski.
Marek Stachowski est un compositeur polonais, théoricien de la musique et
pédagogue, né à Piekary Śląskie le 21 mars 1936, mort le 3 décembre 2004 à Cracovie.